# 解放刚果-扎伊尔民主力量联盟
解放剛果-扎伊爾民主力量聯盟（法語：Alliance des Forces Démocratiques pour la Libération du Congo-Zaïre，缩写为AFDL）是由卢旺达、乌干达、布隆迪和扎伊尔的异见分子、不满的少数群体以及一些民族组成的联合体，该联盟推翻了蒙博托·塞塞·塞科政权，并在第一次刚果战争中将洛朗-德西雷·卡比拉推上权力宝座。尽管该联盟成功推翻了蒙博托，但由于卡比拉拒绝接受卢旺达和乌干达等外国支持者的指挥，联盟最终解体，这也标志着1998年第二次刚果战争的开始。